# Ringberg (Wartburgkreis)
Der Ringberg mit dem Carl-Alexander-Turm ist ein 638,9 m ü. NHN hoher Berg im Thüringer Wald bei Ruhla im Wartburgkreis, Thüringen. Abgesehen von einigen Burgtürmen und Denkmälern ist der Alexanderturm auf seinem Gipfel der einzig erhaltene historische Aussichtsturm im westlichen Thüringer Wald. Er bietet einen guten Blick über den Thüringer Wald (mit Inselsberg), über Eisenach mit der Wartburg, auf die Hörselberge, die Thüringische Rhön, den Hohen Meißner, den Hainich und auf die Stadt Ruhla zu seinen Füßen. Bei guter Fernsicht ist auch der Brocken im Harz zu sehen. Bis 1954 grüßte ihn auch sein „jüngerer Bruder“, der 1890 auf dem Heldrastein bei Treffurt erbaute Karl-Alexander-Turm, er war demselben Fürsten gewidmet.
Am Fuße des Ringbergs befindet sich der Modellpark mini-a-thür mit Sommerrodelbahn.

## Geschichte des Carl-Alexander-Turms

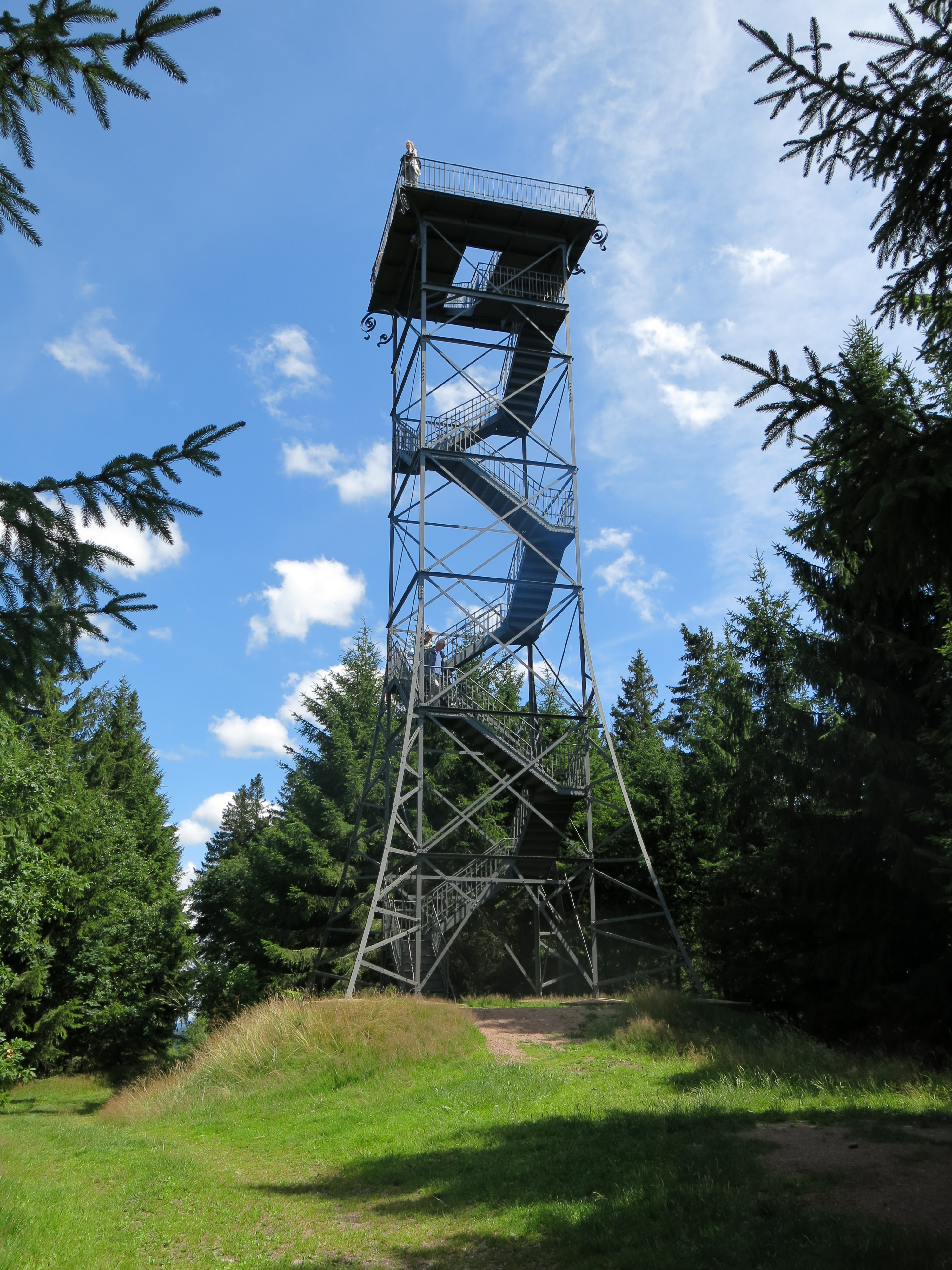
Carl-Alexander-Turm

Zum 50-jährigen Regierungsjubiläums des Großherzogs Carl-August entstand 1825 auf dem Ringberg eine Aussichtskanzel. Alexander Ziegler ließ 1867 durch den Baumeister Eduard Müller aus Dresden einen 18 m hohen hölzernen Turm errichten, den er nach dem Großherzog Carl Alexander benannte. Ziegler ließ an dem Turm einen Briefkasten mit der Bitte anbringen, dass Besucher ihre Karten mit Anschriften versehen dort hineinstecken sollten. Als der damalige Generalpostdirektor Heinrich von Stephan bei einer Wanderung den Turm besuchte verfasste er folgenden Vers:

„Ein Briefkasten steht einsam auf Thuringias Höh’n,
Im Reich sind 30 000, doch keiner ist so schön,
Hier ward zu Lust und Scherzen
Manch froh Gemüt geweckt,
Doch nie mit schwerem Herzen
Ein Brief hineingesteckt,
Hier unterwirft den Klügler
Naturschönheit im Sturm –
Ein Hoch dir, wackrer Ziegler,
Vom Alexander-Turm“

Dieser Turm stürzte im August 1896 bei einem Sturm ein. Ein Jahr später wurde der heutige, 21 m hohe Eisen-Turm mit 111 Stufen durch die Eisenacher Firma Wilk errichtet und am 15. August 1897 eingeweiht. 1889 gründete sich der Carl-Alexander-Turm-Verein. Der Thüringerwald-Verein renovierte den Turm 1932. Erneut einen neuen Anstrich erhielt der Turm nach einer Sammlung unter der Bevölkerung durch den Kulturbund und den Rat der Stadt im Jahr 1952.
1956 ging der Turm endgültig in die Rechtsträgerschaft der Stadt Ruhla über. Auch wurde der Bau einer neuen Schutzhütte geplant, da die alte Anfang der 1940er Jahre zerfallen war. 1959 wurden eine Generalreparatur sowie eine teilweise Erneuerung am Turm durchgeführt. Die Kosten von über 8.000 Mark konnten durch Spenden gedeckt werden. Die Baubude blieb als Schutzhütte stehen. Erneut Reparaturarbeiten und ein neuer Farbanstrich waren im August 1975 fällig, die Kosten beliefen sich auf 10.000 Mark. Von März bis August 1989 wurde eine Generalreparatur vorgenommen: alle Stufen und Podeste wurden erneuert, zum Teil wurden auch neue Verstrebungen und Träger verbaut. Auch wurde am Fundament gebaut und der Anstrich erneuert. Panoramatafeln für alle Himmelsrichtungen wurden 1992 angebracht.
Im Jahr 1994 wurde durch die Stadt Ruhla eine neue Schutzhütte errichtet und der Turm zum 100-jährigen Jubiläum 1997 saniert. Seitdem wird der Turm zu Werbezwecken angestrahlt. Am 20. September 1997 fanden die Feierlichkeiten zum 100-jährigen Jubiläum statt. Zuletzt wurde der Turm im Jahr 2014 mit Hilfe von Spenden aus der Bevölkerung saniert, nachdem er 2012 aufgrund von Sicherheitsmängeln gesperrt werden musste. Die Wiedereröffnung des Turmes fand am 9. August 2014 im Rahmen des Alexanderturmfestes statt.